# Міжнародна асоціація університетських бібліотек
Міжнародна асоціація університетських бібліотек (до 2014 року Міжнаро́дна асоціа́ція науко́во-техні́чних бібліоте́к університе́тів) (IATUL — International Association of Scientific and Technological University Libraries) була заснована в Дюссельдорфі, Німеччина, в травні 1955 року як міжнародний форум для обміну ідеями між бібліотеками технічних університетів по всьому світу.
IATUL є добровільною міжнародною неурядовою організацією групи бібліотек, представлені в особі директора бібліотеки або завідувача відділу, які відповідають за інформаційні послуги та управління ресурсами. 
На Генеральній асамблеї у 2009 році розгорнута назва IATUL була змінена на Міжнародну асоціацію наукових та науково-технічних бібліотек університетів, щоб відобразити більш широке коло установ, які нині є членами асоціації.
На щорічній конференції 2014 року в Гельсінкі Генеральна асамблея IATUL вирішила розширити коло членів, для того щоб об'єднати університетські бібліотеки на міжнародному рівні, незалежно від їхньої академічної спеціалізації. Ця зміна відображає реальну структуру IATUL, де переважна більшість членів є бібліотеками класичних університетів. Повна назва IATUL була змінена на «Міжнародна асоціація університетських бібліотек».
IATUL є прекрасним прикладом розвитку ефективної неофіційної міжнародної мережі університетських бібліотек, із загальним високим рівнем професійних знань та які пропонують аналогічний спектр послуг для своїх користувачів. Багато хто з членів-бібліотек IATUL надають послуги не тільки для викладання та наукових досліджень співробітників та студентів свого університету, а й для промислових організацій та національних науково-дослідних установ у своїх країнах.
Основною метою IATUL є забезпечення форуму, на якому директори та відповідальні особи бібліотек можуть зустрітися і обмінятися думками з поточних питань та надати їм можливість розвивати спільний підхід до вирішення проблем. IATUL також запрошує до членства організації, які надають послуги для університетських бібліотек, якщо вони бажають бути ототожнені з діяльністю асоціації.

## Історія
Професор Гемлін з Технологічного університету Чалмерса, Швеція, був засновником IATUL а також його першим президентом, і в цій якості він багато зробив для розвитку Асоціації. У вересні 1955 IATUL була визнаний підрозділом Міжнародної бібліотечної асоціації у Міжнародній федерації бібліотечних асоціацій та установ (IFLA). У наш час[коли?] IATUL співпрацює з секцією науково-технічних бібліотек IFLA. У 1990 році IATUL була офіційно пов'язана з ЮНЕСКО. Такий зв'язок працює зараз через IFLA. З 1999 року IATUL також є членом Міжнародної ради з науково-технічної інформації.
У перші роки діяльності багато хто з членів IATUL прийшов з Європи, де існує цілий ряд усталених закладів технічної освіти. У вісімнадцятому столітті були засновані перші заклади такого типу у Франції, Німеччині та Угорщині. Перша половина дев'ятнадцятого століття була періодом значного економічного та соціального зростання та розвитку. Ці зміни призвели до зростаючої потреби у технічній освіті, в результаті чого було засновано торговельні та ремісничі школи та політехнічні заклади по всій Європі. Подібні установи були засновані і в США. Перші члени IATUL прийшли в основному з європейських технічних університетів і деяких американських установ. Протягом останніх двадцяти років спостерігається стійке зростання членів IATUL з усіх регіонів світу, в результаті чого вона набуває статусу по-справжньому міжнародної організації.
Від України членом IATUL є науково-технічна бібліотека Тернопільського національного технічного університету імені Івана Пулюя.

## Конференції
IATUL проводить щорічну конференцію, яка надає можливість членам асоціації та іншим зацікавленим фахівцям обговорити питання, що стоять перед науково-технічними бібліотеками.